# Revista de arte e de crítica
Revista de arte e de crítica teve origem no Porto e publicou-se entre novembro de 1878 e fevereiro de 1879. O seu proprietário e também colaborador foi Ernesto Pires embora Silva Pinto seja considerado a “alma da revista”, a qual promete apreciações com base nos conteúdos de foro artístico e literário, apresentando uma mistura ora de prosa ora de verso. Alguns dos colaboradores foram: Sousa Moreira, Luís Botelho, Narciso de Lacerda, Gomes Leal, Mendes Leal e Feliciano de Castilho.